# Rhein-Museum Koblenz

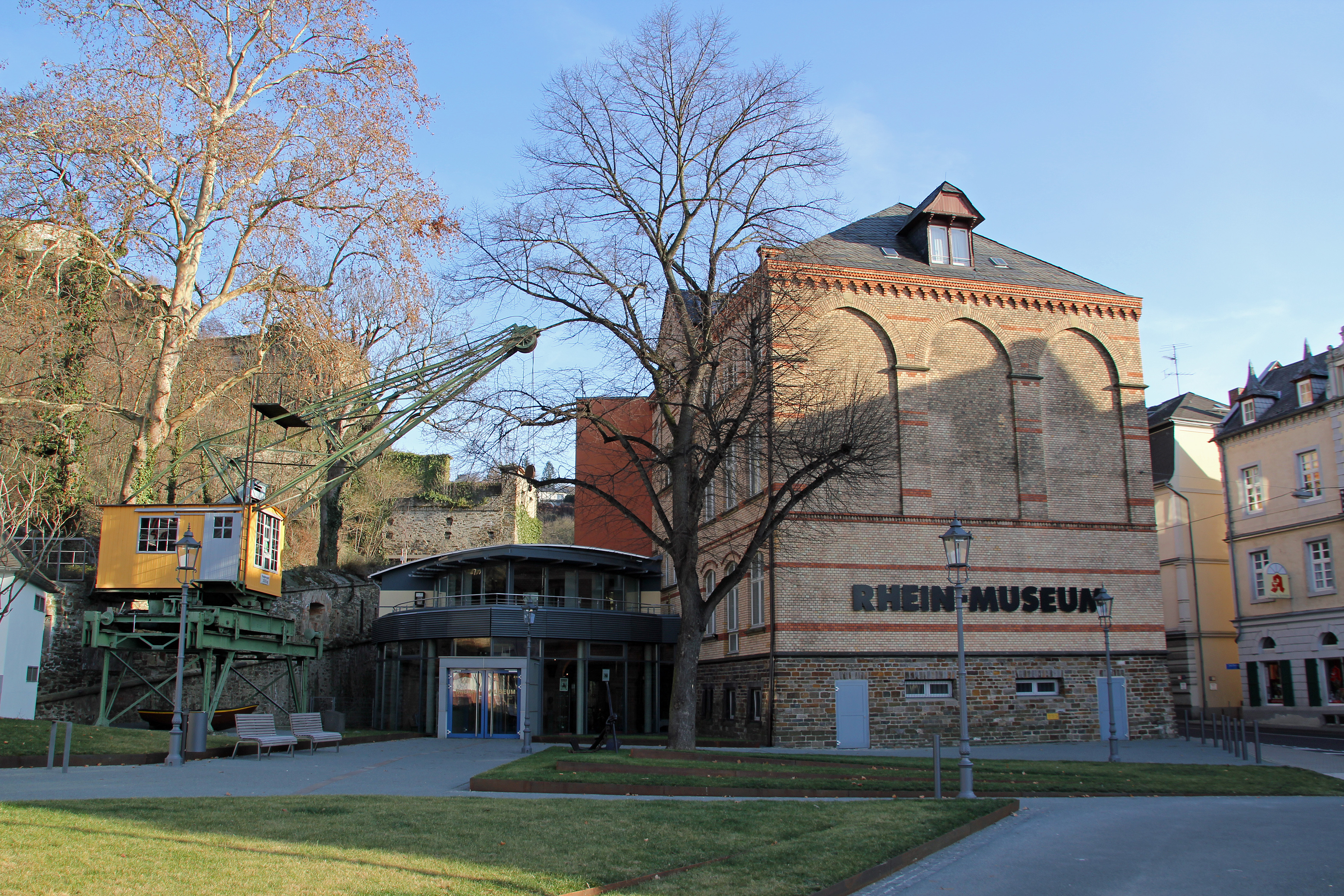
Das Rhein-Museum in Koblenz-Ehrenbreitstein

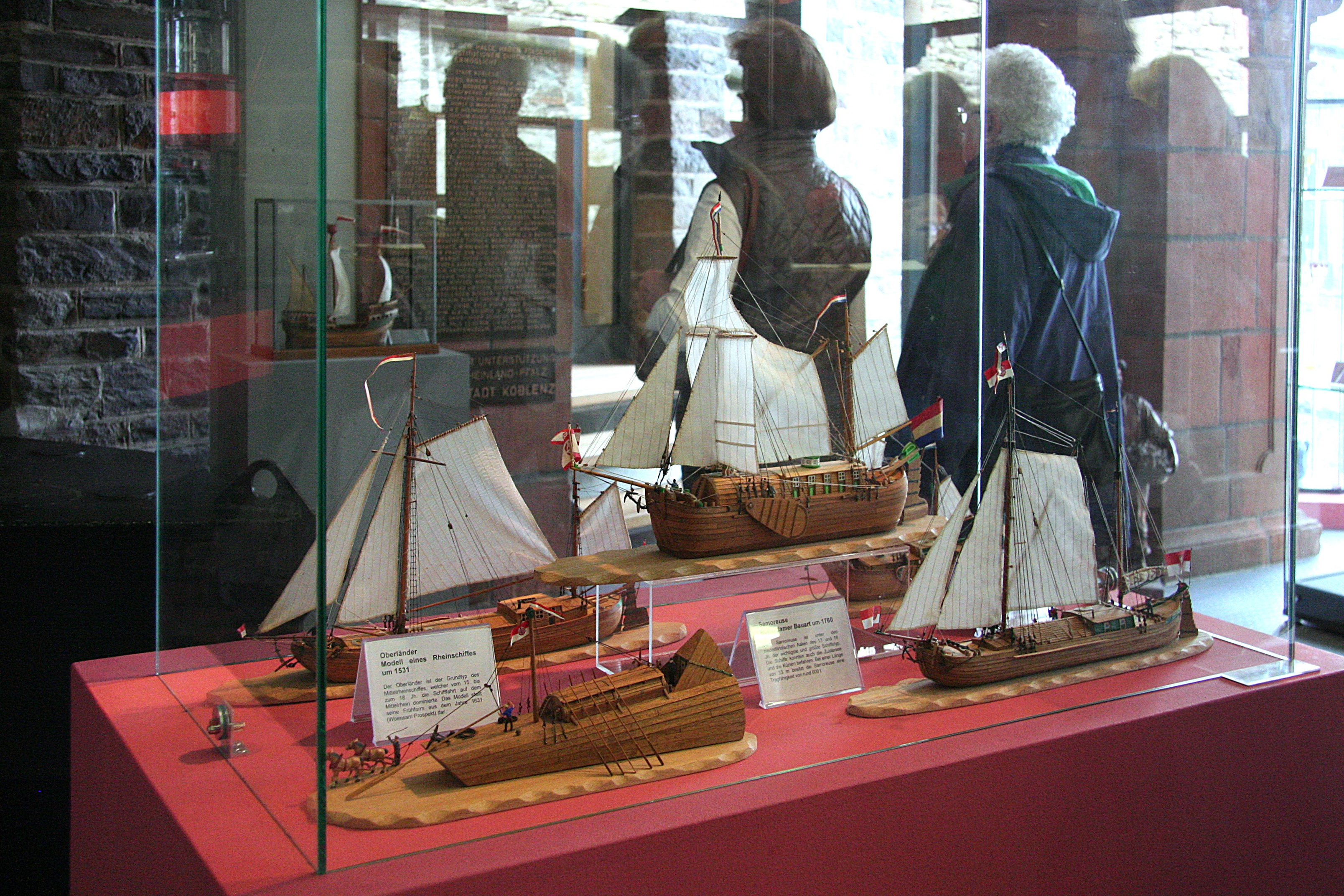
Modelle früher Rheinschiffe

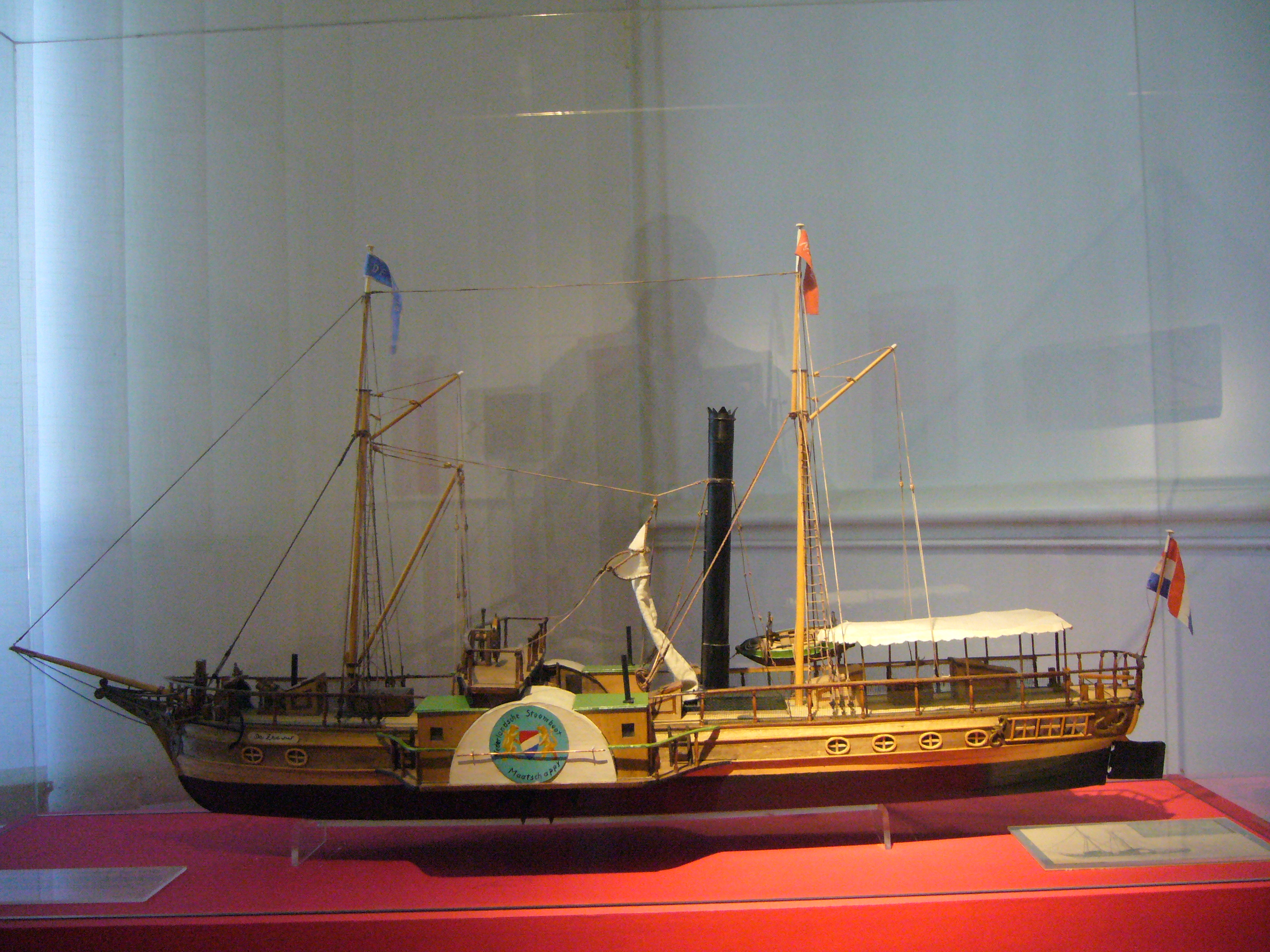
Raddampfer De Zeeuw, das erste Dampfschiff auf dem Rhein

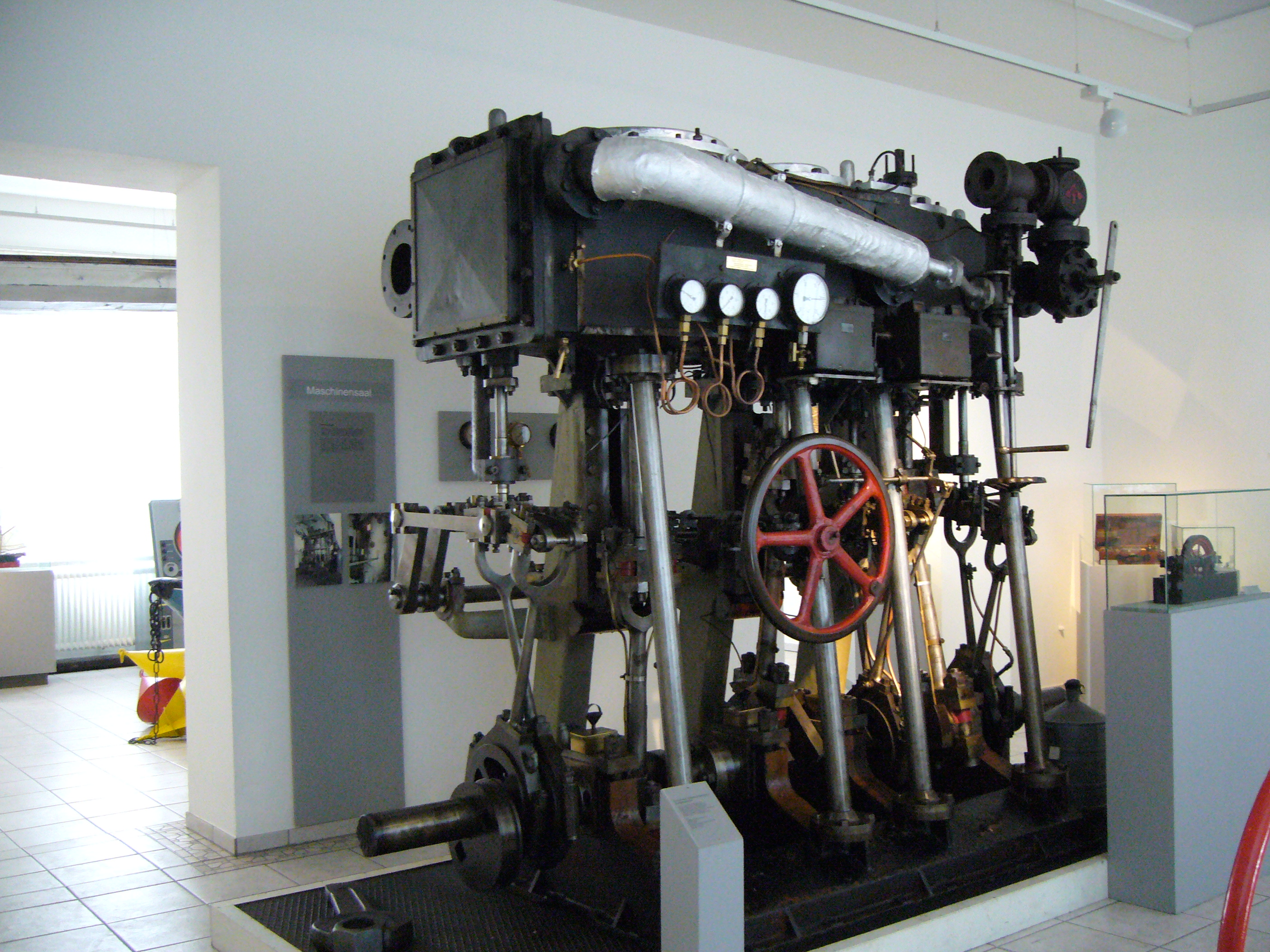
3-fach-Expansionsdampfmaschine aus einem Rheinschlepper

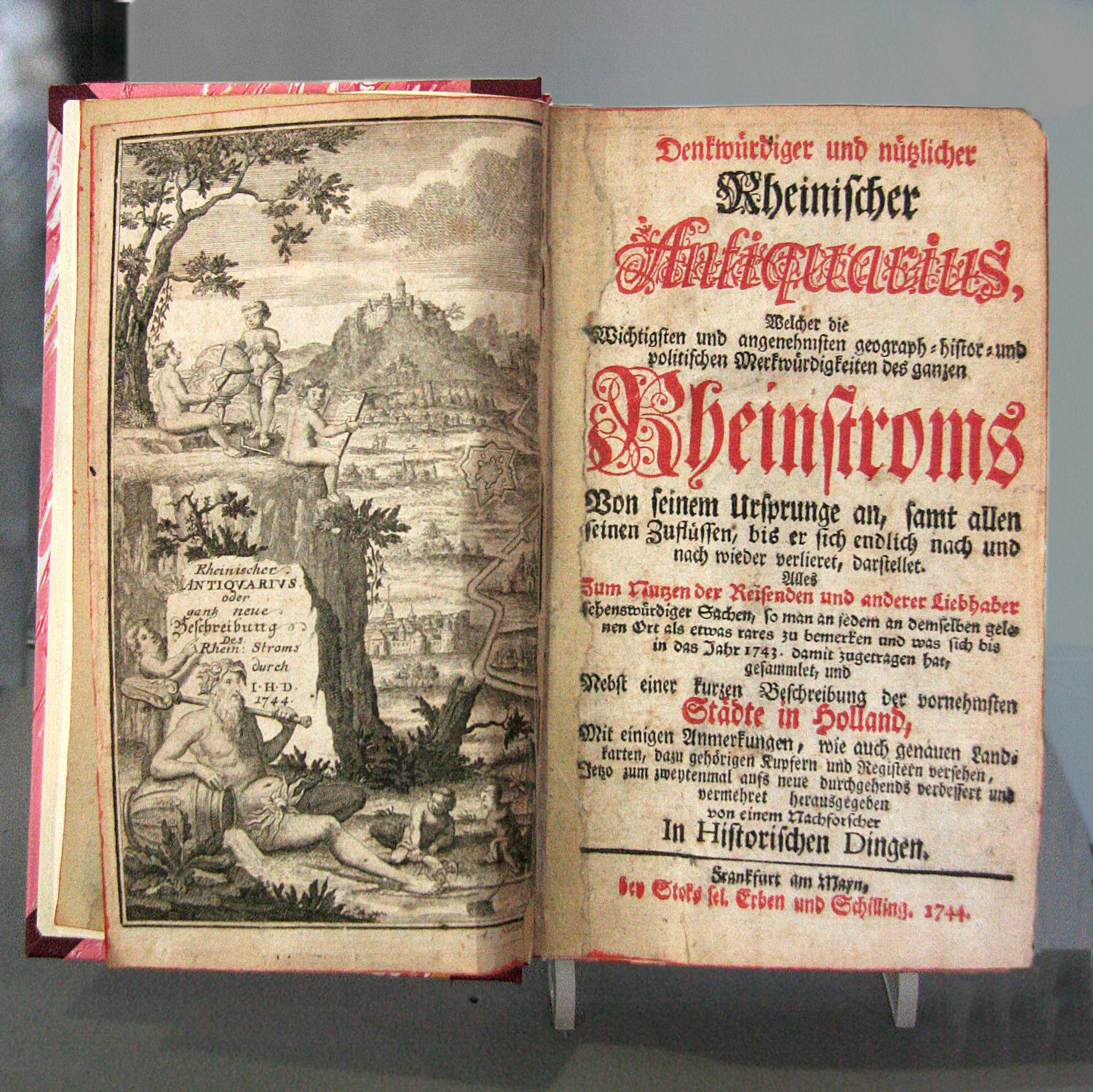
Historisches Buch über den Rhein, von der Mündung bis zur Quelle

Das Rhein-Museum Koblenz ist ein kulturhistorisches Museum in Koblenz, das das Leben am Rhein unter verschiedenen Aspekten zeigt. Das 1912 gegründete Museum hat die Schwerpunkte Schifffahrt, Ökologie, Hydrologie, Rheinromantik, Tourismus, Wirtschaft und Geschichte.

## Geschichte
Am 20. Juli 1912 wurde der Verein „Rhein-Museum e. V.“ auf Initiative des damaligen Landgerichtsdirektors Dr. Wilhelm Spies in Koblenz gegründet. Die Gründungsversammlung leitete Freiherr Georg von Rheinbaben. Ziel des Vereins war es ein Museum zu errichten, um die Kulturlandschaft Rhein zu dokumentieren. Dieses Anliegen wurde von allen Rheinanliegerstaaten unterstützt. Das erste Museumsgebäude war in der ehemaligen Mädchenschule der Pfarrei St. Kastor in den Koblenzer Rheinanlagen (Rheinzollstraße) unweit der Kastorkirche eingerichtet. Im Jahr 1919 hatte das Museum schon 10.000 Besucher.
1944 wurde das Museum durch Bombentreffer zerstört. Es stand bis in die 1980er Jahre als Ruine und wurde dann wieder aufgebaut. Heute befindet sich ein Restaurant im Erdgeschoss. Die Aufschrift Rheinmuseum auf der Front ist erhalten geblieben. Teile der Sammlung waren in den 1980er Jahren im Landesmuseum Koblenz zu sehen.
Seit der Wiedereröffnung 1992/93 hat das jetzige Rhein-Museum Koblenz seinen Standort in der alten Grundschule in der Charlottenstraße im Koblenzer Stadtteil Ehrenbreitstein, unmittelbar am Fuß der gleichnamigen Festung.

## Abteilungen
Das Museum zeigt auf 1300 m² neben der Entwicklung der Rheinschifffahrt auch Gegenstände von der Zeit der Neandertaler bis ins 20. Jahrhundert. Jeder Raum ist einem bestimmten Thema gewidmet:
- Hydrologie: Gezeigt werden Messgeräte zur Strömungs- und Qualitätsbestimmung.
- Frühe Menschen am Rhein: Dort kann sich der Besucher auf eine Zeitreise von drei Millionen Jahren durch Europa, Asien und Afrika begeben.
- Leben am Rhein: Neben Modellen von alten Flussfähren, Schiffmühlen, Tretradkranen und Flößen sind Gemälde mit Motiven aus Koblenz von Konrad Zick ausgestellt.
- Fische und Fischfang: Informationen zu Fischen und Fischfang im Rheingebiet.
- Ritter, Burgen und Ruinen: Zahlreiche Modelle von Rheinburgen und Gemälde.
- Wasserstraße Rhein: Hier werden der Rheinausbau von Gottfried Tulla und Nobiling erklärt und zahlreiche Schifffahrtszeichen gezeigt, darunter der letzte hölzerne Lotsennachen.
- Rheinschifffahrt: In zwei Räumen werden in einer ständigen Ausstellung die Entwicklung der Schifffahrt mit vielen verschiedenen Schiffsmodellen und Großobjekten wie Dampfmaschine, Winden, Dieselmotoren sowie nautischen Ausrüstungsgegenständen wie Radaranlagen, Funkgeräten und ein kompletter Steuerstand eines Binnenschiffs gezeigt.
- Schiffsfund: Im Erdgeschoss ist ein Schiffsfund aus dem 17. Jahrhundert zu sehen, der in Ehrenbreitstein gemacht wurde.

Besuchern steht eine umfangreiche Bibliothek zur Verfügung. In loser Reihenfolge werden die Hefte Beiträge zur Rheinkunde seit 1926 herausgegeben.

## Gebäude
Das Rhein-Museum ist in der alten Schule in Koblenz-Ehrenbreitstein untergebracht. Sie wurde auf Veranlassung von Kaiserin Augusta 1887–1890 auf dem Reitplatz der im benachbarten Marstall untergebrachten Münz-Kaserne errichtet. Hinter dem Museum ist noch eine Kaimauer des früheren Ehrenbreitsteiner Hafens erkennbar. Die alte Schule ist ein dreigeschossiger Bau aus Backstein zu sieben Achsen über einem hohen Sockel. In der Mitte des Baus ist sowohl auf der Vorder- als auch auf der Rückseite ein flacher Mittelrisalit mit Zwerchgiebel hervorgehoben, hinter dem sich das Treppenhaus verbirgt. Der Bau mit stichbogigen Fenstern zeigt sich durch die verwendeten Materialien farbig unterschiedlich. Grauwacke am Sockel, die Mauerflächen aus gelbem Backstein, gegliedert durch Streifen aus rotem Backstein. Die Eingangsflure sind flach gewölbt, in den beiden Hauptgeschossen gab es insgesamt acht Klassenzimmer, im obersten Geschoss waren ursprünglich drei Lehrerwohnungen. Nach dem Einzug des Rhein-Museums 1994 wurde im Jahr 2000 ein Anbau errichtet.

## Denkmalschutz
Das Gebäude des Rhein-Museums ist ein geschütztes Kulturdenkmal nach dem Denkmalschutzgesetz (DSchG) und in der Denkmalliste des Landes Rheinland-Pfalz eingetragen. Es liegt in  Koblenz-Ehrenbreitstein in der Charlottenstraße 53 a.
Seit 2002 ist das Gebäude des Rhein-Museums Teil des UNESCO-Welterbes Oberes Mittelrheintal.